# Kamoharaia
Kamoharaia is een monotypisch geslacht van straalvinnige vissen uit de familie van botachtigen (Bothidae).

## Soort
- Kamoharaia megastoma (Kamohara, 1936)